# Sheffield United Football Club
Maillots
Le Sheffield United Football Club est un club de football anglais fondé en 1889, basé à Sheffield dans le Yorkshire. Ils jouent leurs matchs à domicile à Bramall Lane, une enceinte de 32 702 places.
L'équipe est surnommé les Blades (les lames) en référence à la production d'acier et d'armes dans la ville de Sheffield.
Une grande rivalité existe avec le club voisin de Sheffield Wednesday.
Lors de la saison 2020-2021, le club finit dernier de Premier League. Il est donc relégué en EFL Championship, où il évoluera pour la saison 2021-2022. À la fin de saison 2022-2023, le club est de nouveau promu en Premier League.

## Histoire du club

### Formation et débuts (1889-1934)
Sheffield United est fondé à Bramall Lane, le 22 mars 1889 par le Sheffield United Cricket Club sur proposition de Sir Charles Clegg. Clegg était un sportif reconnu et célèbre à Sheffield et était également président de Sheffield Wednesday, un autre club de football de la ville.
L'équipe fut alors formée six jours après que plus de 20.000 personnes se soient renouent à Bramall Lane afin d'assister à la demi-finale de FA Cup entre Preston et West Brom.
Les revenus de cette rencontre ont ainsi permis de construire une équipe en très peu de temps.
Les Blades jouent ensuite leur premier match le 7 septembre 1899 lors d'une défaite 4-1 contre Notts Rangers.
Le premier match à Bramall Lane de l'histoire de Sheffield United est une défaite 4-0, le 28 septembre de la même année, contre le club de Birmingham ST George's.
Globalement, la première saison de United sera composée de matchs amicaux et de rencontres au sein des compétitions locales.
Le club réalise toutefois sa première performance notable en parvenant à atteindre le second tour de la FA Cup en battant Burnley sur le score de 2-1.
Au tour suivant, l'équipe se fera cependant balayer contre Bolton sur le score sans appel de 13-0.
La saison suivante, le club rejoint la Midland Counties League et termine à la cinquième place. C'est lors de cette saison qu'apparurent pour la première fois les bandes rouges sur le maillot blanc.
Sheffield passe ensuite une saison au sein de la Nothern League, à l'issue de laquelle l'équipe termine troisième. À la suite de cela, le club fait une demande pour rejoindre la première division de la Football League. Cependant, n'ayant reçu que cinq voix, les Red and White sont admis au sein de la deuxième division.
Le club connait alors un succès immédiat et obtient la promotion en première division à l'issue de la saison 1892-1893 après avoir terminé second.
Les premières saisons au sein de l'élite du football anglais sont encourageantes. Le club ne termine qu'une seule fois au-delà de la dixième place et après avoir terminé deuxième au classement à l'issue de la saison 1896-1897, United connait le premier grand succès de son histoire durant la saison 1897-1898 en remportant le premier et jusqu'à présent seul championnat d'Angleterre de son histoire.
Après avoir remporté le championnat, les Blades disputent et remportent le titre non officiel de "Champions de Grande-Bretagne face au Celtic, tout juste sacré champion Écosse.
La saison suivante fut toutefois plus compliquée pour Sheffield qui termine à la 16e place du classement, évitant ainsi de peu la relégation.

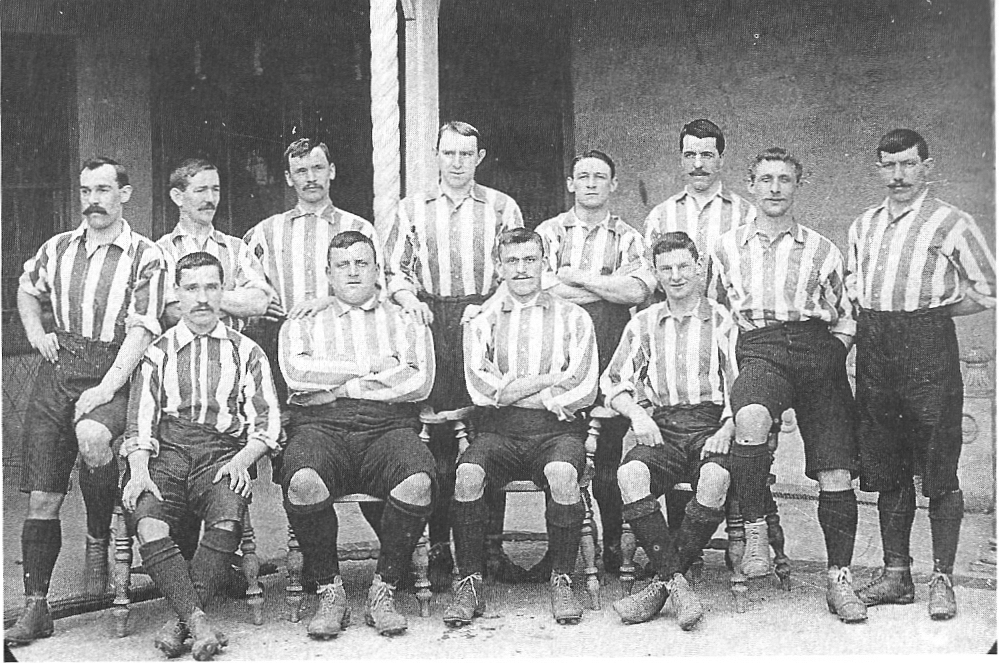
L'équipe en 1901.

Cette mauvaise saison en championnat est toutefois éclipsée puisque le 15 avril 1899, le club connait un nouveau grand succès en remportant la première FA Cup de son histoire après un succès probant contre Derby County, 4-1.
Deux ans plus tard, les Blades atteignent une nouvelle fois la finale de la compétition mais sont contraints de s'incliner face à Tottenham.
Cependant, le club efface rapidement cette déception en remportant une nouvelle fois le trophée dès l'année suivante face à Southampton sur le score de 2-1 lors d'un replay.
Malgré une certaine stabilisation au sein de la première division, Sheffield ne parvient plus à jouer les premiers rôles en championnat au début du XXe siècle avec comme meilleur résultat, une quatrième place en 1907.
La prochaine apparition du club en finale de la Cup aura lieu le 24 avril 1915 à Old Trafford. United l'emporte 3-0 face à Chelsea et ajoute ainsi un troisième grand titre à son palmarès. Cette rencontre fut le dernier match de football joué en Angleterre avant la Première Guerre mondiale.
Au retour du football, le club s'enlise dans la seconde moitié du classement et manque même de peu la relégation en terminant 20ème à l'issue de la saison 1920-1921.
Le 25 avril 1925, les Blades sont de retour en finale de la Coupe d'Angleterre et l'emportent 1-0 contre Cardiff. Cela constitue à ce jour leur dernier succès dans la compétition.

### Entre D1 et D2 (1945-1990)
En 1976, le club est relégué en deuxième division, puis en troisième division en 1979. En 1981, l'équipe descend même en quatrième division.

### Retour parmi l'élite (1990-2007)
Après avoir presque passé quatorze années dans les divisions inférieures anglaises, Sheffield remonte en première division en 1990 et atteint la demi-finale de la Coupe en 1992-1993, avant de descendre de nouveau en deuxième division en 1994.
La décennie suivante est marquée par quelques bons résultats : l'équipe parvient ainsi à atteindre les demi-finales de la Coupe d'Angleterre et de la Coupe de la Ligue en 2003.
En 2002, un match opposant Sheffield United à West Bromwich Albion doit être arrêté avant la fin : plusieurs exclusions et blessures font que Sheffield ne compte plus que six joueurs sur le terrain à la 82e minute. Cette rencontre particulièrement violente est entrée dans l'histoire du club sous le nom de « bataille de Bramall Lane ».

### Dégringolade jusqu'en D3 (2007-2017)
Le club remonte en Premier League à l'issue de la saison 2005-2006 en terminant à la 2e place de la deuxième division, mais redescend directement après une défaite lors de la dernière journée contre Wigan 2-1 qui scelle le sort de l'équipe.
Lors de la saison 2010-2011, le club est relégué en League One (troisième division anglaise).

### Retour en D2 (2017-2019)
En 2017 Sheffield United est champion d'EFL League One (troisième division anglaise) et est promu en EFL Championship (deuxième division anglaise).

### Accession en Premier League (2019-)
En 2019, Sheffield United est promu directement de Championship en Premier League en terminant à la deuxième place du classement final. Après deux saisons, le club est de nouveau relégué en EFL Championship.

## Palmarès et résultats
| Championnats nationaux | Coupes nationales                                                                              |
| - Championnat d'Angleterre de D1 (1) : - Champion : 1898. - Vice-champion : 1897 et 1900. - Championnat d'Angleterre de D2 (1) : - Champion : 1953. - Vice-champion : 1893, 1939, 1961, 1971, 1990, 2006, 2019 et 2022 - Championnat d'Angleterre de D3 (1) : - Champion : 2017. - Vice-champion : 1989. - Championnat d'Angleterre de D4 (1) : - Champion : 1982. | - Coupe d'Angleterre (4) : - Vainqueur : 1899, 1902, 1915 et 1925. - Finaliste : 1901 et 1936. |

## Joueurs et personnalités du club

### Entraîneurs
Le tableau suivant présente la liste des entraîneurs du club depuis 1889.
| Rang | Nom                    | Période               |
| ---- | ---------------------- | --------------------- |
| 1    | J.B. Wostinholm        | mars 1889-mai 1899    |
| 2    | John Nicholson         | juin 1899-avr. 1932   |
| 3    | Teddy Davison          | juin 1932-juin 1952   |
| 4    | Reg Freeman            | août 1952-août 1955   |
| 5    | Joe Mercer             | août 1955-déc. 1958   |
| 6    | Archie Clark (intérim) | déc. 1958-avr. 1959   |
| 7    | John Harris            | avr. 1959-juil. 1968  |
| 8    | Arthur Rowley          | juil. 1968-août 1969  |
| 9    | John Harris            | août 1969-déc. 1973   |
| 10   | Ken Furphy             | déc. 1973-oct. 1975   |
| 11   | Cec Coldwell (intérim) | oct. 1975             |
| 12   | Jimmy Sirrel           | oct. 1975-sept. 1977  |
| 13   | Cec Coldwell (intérim) | sept. 1977-janv. 1978 |

| Rang | Nom                      | Période               |
| ---- | ------------------------ | --------------------- |
| 14   | Harry Haslam             | janv. 1978-janv. 1981 |
| 15   | Martin Peters            | janv. 1981-mai 1981   |
| 16   | Ian Porterfield          | juin 1981-mars 1986   |
| 17   | Billy McEwan             | mars 1986-janv. 1988  |
| 18   | Dave Bassett[            | janv. 1988-déc. 1995  |
| 19   | Howard Kendall           | déc. 1995-juin 1997   |
| 20   | Nigel Spackman           | juin 1997-mars 1998   |
| 21   | Russell Slade (intérim)  | mars 1998             |
| 22   | Steve Thompson (intérim) | mars 1998-juil. 1998  |
| 23   | Steve Bruce              | juil. 1998-mai 1999   |
| 24   | Adrian Heath             | juin 1999-nov. 1999   |
| 25   | Russell Slade (intérim)  | nov. 1999-déc. 1999   |
| 26   | Neil Warnock             | déc. 1999-mai 2007    |

| Rang | Nom                    | Période                     |
| ---- | ---------------------- | --------------------------- |
| 27   | Bryan Robson           | mai 2007-fév. 2008          |
| 28   | Kevin Blackwell        | fév. 2008-août 2010         |
| 29   | Gary Speed             | août 2010-déc. 2010         |
| 30   | John Carver (intérim)  | déc. 2010                   |
| 31   | Micky Adams            | déc. 2010-mai 2011          |
| 32   | Danny Wilson           | mai 2011-avr. 2013          |
| 33   | Chris Morgan (intérim) | avr. 2013-juin 2013         |
| 34   | David Weir             | juin 2013-oct. 2013         |
| 35   | Chris Morgan (intérim) | oct. 2013                   |
| 36   | Nigel Clough           | oct. 2013-mai 2015          |
| 37   | Nigel Adkins           | juin 2015-mai 2016          |
| 38   | Chris Wilder           | mai 2016-mars 2021          |
| 39   | Paul Heckingbottom     | mars 2021-mai 2021-         |
| 40   | Slaviša Jokanović      | mai 2021-novembre 2021      |
| 41   | Paul Heckingbottom     | novembre 2021-décembre 2023 |
| 42   | Chris Wilder           | décembre 2023-              |

### Effectif professionnel actuel
En grisé, les sélections de joueurs internationaux chez les jeunes mais n'ayant jamais été appelés aux échelons supérieurs une fois l'âge-limite dépassé ou les joueurs ayant pris leur retraite internationale.

### Joueurs emblématiques
- William Foulke 1894-1905
- Billy Gillespie 1913-1932
- Alan Hodgkinson 1954-1971
- Mick Jones 1962-1967
- Eddie Colquhoun 1968-1978
- Alejandro Sabella 1978-1980
- Clive Mendonca 1986-1988 & 1991-1992
- Peter Beagrie 1986-1988
- Paul Beesley 1990-1995
- John Pemberton 1990-1993
- Vinnie Jones 1990-1992
- Glyn Hodges 1991-1996
- Alan Kelly 1992-1999
- Jostein Flo 1993-1996
- Roger Nilsen 1993-1999
- Paul Devlin 1998-2002
- Phil Jagielka 1999–2007
- Neil Shipperley 2005-2007
- Craig Short 2005-2007
- Richard Cresswell 2010-2013
- Harry Maguire 2011-2014

## Clubs affiliés
- Arklow Town FC
- Buxton FC[7]
- Central Coast Mariners FC[8]
- Chengdu Tiancheng
- Estudiantes de La Plata
- São Paulo FC
- Strindheim IL
- Tata Football Academy
- Royal White Star Bruxelles
- Fenerbahçe  SK[9]